# Grande Trêve
 (février 2017).
Si vous disposez d'ouvrages ou d'articles de référence ou si vous connaissez des sites web de qualité traitant du thème abordé ici, merci de compléter l'article en donnant les références utiles à sa vérifiabilité et en les liant à la section « Notes et références ».
La Grande Trêve est une courte période de l'histoire de la Finlande durant la Seconde Guerre mondiale. Ce terme est utilisé pour parler de la période s'étendant entre la guerre d'Hiver et la guerre de Continuation, représentant un peu plus d'un an entre 1940 et 1941, période pendant laquelle les hostilités cessèrent temporairement entre la Finlande et l'Union soviétique.

## Contexte

### Avant la Seconde Guerre mondiale
Bien que la Carélie orientale n'ait jamais fait partie de la Finlande, la majorité de ses habitants étaient des Finnois ; de plus, avant la Première Guerre mondiale et l'indépendance finlandaise, les liens culturels entre ces deux régions étaient importants, et le commerce et les mariages entre personnes vivant de part et d'autre de la frontière étaient fréquents. Point révélateur à ce sujet, la majorité des poèmes conservés à la Kalevala provenaient des marais de Carélie orientale, là où les influences suédoises et slaves étaient les moins importantes. Il ne fut donc pas surprenant qu'une fois l'indépendance déclarée, des voix se fussent élevées demandant l'annexion de la Carélie orientale afin de délivrer ses habitants de l'oppression bolchévique.
Juste après la guerre civile finlandaise, un groupe d'enthousiastes organisa deux expéditions militaires, l'expédition d'Aunus et l'expédition de Viena, dans le but de repousser l'armée de la Russie bolchévique hors de Carélie orientale. Toutefois, ces expéditions se soldèrent par des échecs et leurs membres durent retourner en Finlande. Ainsi, dans le traité de Tartu, la région de Petsamo fut incorporée à la Finlande plutôt que la Carélie orientale. L'idée sur la question carélienne resta d'actualité à la Akateeminen Karjala-Seura (Academic Karelia Society ou société académique de Carélie, AKS), l'association étudiante la plus influente avant la Seconde Guerre mondiale, à laquelle de nombreux personnages de la scène politique contemporaine et future prirent part. La Finlande souleva officiellement la question de la Carélie orientale plusieurs fois à la tribune de la Société des Nations, demandant l'organisation d'un référendum d'autodétermination pour la région comme ce fut le cas pour la Sarre, la Silésie ou le Schleswig. L'Union soviétique contra ces demandes en annonçant la formation de la république socialiste soviétique autonome de Carélie en 1923.
Ailleurs que dans les cercles de gauche, le rôle tenu par l'Allemagne impériale dans la victoire du "gouvernement blanc" sur les rebelles socialistes lors de la guerre civile finlandaise fut reconnu et loué, bien que le support le plus apprécié lors de ces événements avait été apporté par le Royaume-Uni ou les pays scandinaves.
Le mouvement d'extrême droite Lapuan Liike (le Mouvement de Lapua) fut alors fondé en ayant pour but de mettre un terme à la menace que représentaient les communistes en Finlande ; ce parti trouvait en effet que les démocraties européennes d'alors étaient trop permissives à l'égard du communisme, et considérait l'Italie fasciste comme un modèle pour ce qui concernait l'éradication de l'extrême gauche. La ligue lapone perdit sa base populaire lorsque l'on prit conscience des méthodes illégales qu'elle employait à l'égard des politiciens modérés, et elle fut interdite en 1932 après le coup d'État manqué de Mäntsälä. Le mouvement d'extrême droite continua néanmoins son action sous le nom de Isänmaallinen Kansanliike (Mouvement patriotique populaire, ou IKL) qui parvint à obtenir jusqu'à 14 des 200 sièges du parlement finlandais. Lorsque parti Nazi eut pris le pouvoir en Allemagne, l'IKL devint un fervent partisan d'une alliance avec la « nouvelle Allemagne », et resta admiratif de la façon dont toute activité communiste avait été stoppée en Allemagne.
La politique de sécurité de la Finlande indépendante se tourna d'abord vers la constitution d'un cordon sanitaire, dans lequel les nations nouvellement indépendantes de Pologne, Finlande ainsi que les États baltes formeraient une alliance de défense contre la Russie, mais une fois que les négociations dans ce sens échouèrent, la Finlande se tourna vers la SdN pour sa sécurité. Des contacts furent pris avec les pays scandinaves se consolidèrent, mais des questions comme celles concernant la possession d’Åland (Ahvenanmaa) et celle des langues minoritaires en Finlande et en Scandinavie septentrionale atténuèrent leurs chances de succès. En 1932, la Finlande et l'Union soviétique signèrent un pacte de non-agression, mais même les analystes contemporains le jugèrent sans valeur.

### Pacte germano-soviétique et guerre d'Hiver
Le Pacte germano-soviétique clarifiait nettement les rapports germano-soviétiques, et permit à l'URSS d'accroître sa pression sur les États baltes et la Finlande dans le but d'améliorer sa position stratégique en Europe de l'Est dans le cas d'une extension du conflit mondial à ce théâtre d'opérations. Les républiques baltes cédèrent rapidement aux exigences soviétiques concernant l'installation de bases et l'accord de droits de passage pour des troupes, mais la Finlande continua à refuser. Comme la pression diplomatique avait échoué, l'URSS prit le parti des armes, et le 30 novembre 1939 elle s'engagea dans une guerre d'invasion contre la Finlande, la guerre d'Hiver.
La guerre d'Hiver fut une rude entrée sur la scène diplomatique internationale pour la Finlande. La condamnation de l'attaque par la SdN et de nombreux pays de par le monde sembla sans effet sur la politique soviétique. La Suède autorisa la constitution de formations de volontaires allant rejoindre l'armée finlandaise, mais n'envoya aucune aide militaire, et refusa le passage aux troupes françaises et britanniques - qui dans tous les cas auraient été bien moins nombreuses que ce qui avait été promis à la Finlande. Même les membres de l'extrême droite furent choqués par l'absence de réaction de la part de l'Allemagne nazie, qui alla même jusqu'à bloquer l'envoi de matériels par d'autres pays.
Le traité de paix de Moscou de 1940, lequel mettait un terme au conflit, parut d'une grande injustice à l'encontre des Finlandais. Il semblait ainsi que les concessions territoriales accordées sur la table de négociation, dont Viipuri, la deuxième plus grande ville finlandaise d'alors, étaient pires que les étendues de territoires perdues sur le champ de bataille  (en). La Finlande perdit ainsi un cinquième de son industrie, 11 % de ses terres agricoles parmi les plus productives, et parmi les 12 % de sa population qui habitaient sur les territoires perdus, bien peu restèrent en territoire désormais soviétique. Ce furent donc 420 000 réfugiés que la Finlande dut accueillir en ces temps de crise.

## Après le traité de Moscou
Le traité de paix de Moscou, signé le 12 mars 1940, fut un choc pour les Finlandais. Il fut perçu comme le dernier échec entraîné par la politique étrangère menée par la Finlande durant les années 1930, basée sur une stratégies de garanties multilatérales de soutien entre pays similaires, ordre mondial établi par la SdN, puis plus tard encouragé par le groupe d'Oslo et la Scandinavie. Immédiatement après la guerre, la méthode employée fut un élargissement et une intensification de cette politique. La Finlande chercha alors à créer des liens au moyen de traités bilatéraux là où elle comptait auparavant sur la bonne volonté et l'amitié entre les peuples. Les relations tendues avec les adversaires idéologiques, comme l'Union soviétique ou le Troisième Reich, durent nécessairement être adoucies.
Des relations plus étroites furent notamment recherchées avec :
- la Suède et la Norvège ;
- le Royaume-Uni ;
- l'Union soviétique ;
- le Troisième Reich.

À part avec l'Allemagne nazie, toutes ces tentatives buttèrent sur des obstacles insurmontables - que ce soit à cause des craintes de la part de Moscou de voir la Finlande glisser hors de la sphère d'influence soviétique ou à cause de l'évolution du cours de la guerre mondiale.

### Réactions en Finlande
L'opinion publique finlandaise désirait ardemment le retour dans le giron national des foyers des 12 % de la population qui avaient été contraints de quitter précipitamment la Carélie finlandaise, et attendaient beaucoup de la conférence de paix qui ne manquerait pas de suivre la guerre mondiale. Le terme de Välirauha ("Trêve") devint ainsi populaire parmi les habitants après qu'une paix si coûteuse eut été annoncée.
Afin de protester contre les termes du traité de Moscou, deux ministres démissionnèrent et le premier ministre Ryti fut immédiatement contraint de former un nouveau gouvernement. Afin d'arriver à un consensus national, tous les partis, sauf le parti d'extrême droite IKL prit part au nouveau gouvernement.
Le poste le plus difficile à pourvoir fut celui du ministère des affaires étrangères, pour lequel Ryti et Mannerheim pensèrent tout d'abord à l'ambassadeur de Finlande à Londres, G. A. Gripenberg. Mais comme celui-ci se pensait trop inopportun pour Berlin, ils sélectionnèrent Rolf Witting, qui avait moins les yeux fixés sur les Britanniques et de ce fait convenait plus pour améliorer les relations avec l'Allemagne nazie et l'Union soviétique.

### Tentatives afin de créer l'Alliance nordique de Défense
Pendant les derniers jours de la guerre d'Hiver, Väinö Tanner et Per Albin Hansson mentionnèrent la possibilité de créer une Alliance Nordique de Défense, incluant éventuellement la Norvège et le Danemark, afin de stabiliser la région. Le 15 mars 1940, cette possibilité fut présentée devant les différents parlements. Toutefois, le 29 mars, l'Union soviétique annonça que la création d'une telle alliance serait une infraction au traité de Moscou, coupant court à l'initiative, d'autant que l'occupation allemande de la Norvège et du Danemark ruinant l'option d'une Union de défense scandinave aux prétentions moindres, qui pourtant serait favorable à la Finlande même si elle n'en faisait pas directement partie.

### Réarmements
Bien qu'un accord de paix fût signé, l'état de guerre fut maintenu en Finlande, du fait de l'élargissement du conflit mondial, des problèmes d'approvisionnement et de l'état de délabrement de l'armée finlandaise. La censure fut maintenue afin d'éviter les critiques du traité de Moscou et les propos anti-soviétiques les plus âpres.
Du fait du maintien de l'état de guerre, cela permit au président Kyösti Kallio de demander au maréchal Mannerheim de demeurer commandant en chef de l'armée et de superviser sa réorganisation et la fortification de la nouvelle frontière, tâche terriblement importante en ces temps incertains. Quelques semaines seulement après la signature du traité de paix, les travaux de fortifications commencèrent déjà le long des 1 200 kilomètres de la Salpalinja (la « Ligne Verrou »), dont le point fort devait se trouver entre le golfe de Finlande et le lac Saimaa.
Durant l'été et l'automne, La Finlande reçu le matériel qu'elle avait acheté ou qui lui avait été donné pendant ou juste après la guerre d'Hiver, mais il fallut plusieurs mois avant que Mannerheim ne soit en mesure de donner un semblant d'évaluation positive concernant l'état de son armée. Les dépenses militaires s'élevèrent en 1940 à 45 % du budget de l'état finlandais. Les commandes de l'armée étaient prioritaires sur les besoins de la population. La position de Mannerheim et l'état de guerre toujours maintenu rendaient la gestion de l'armée et de sa remise sur pied très efficace, mais ce "gouvernement parallèle" de fortune se heurtait parfois aux organisations du gouvernement civil.
Le 13 mars, soit le jour même où le traité de Moscou prenait effet, le ministre à l'effort de guerre (MEG) anglais demanda au Foreign Office d'ouvrir au plus tôt des négociations avec la Finlande afin de s'assurer de bonnes relations avec elle. Le sous-secrétaire du MEG, Charles Hambro, fut autorisé à rédiger un accord de vente d'armes avec la Finlande, et se rendit pour cela à Helsinki le 7 avril. Il avait déjà auparavant échangé des courriers avec Ryti, et ils arrivèrent rapidement à un accord de principe sur les termes du traité. Les Finlandais étaient désireux de se lancer dans de tels échanges, et dès leur première rencontre une première version du traité fut élaborée, que les Finlandais acceptèrent immédiatement, mais Hambro avait d'abord besoin de l'accord de ses supérieurs, et que l'accord serait définitivement conclu dès que le traité final serait signé. Dans le traité, la Finlande donnait le contrôle de l'exportation de ses matières stratégiques (minerais…) à la Grande-Bretagne en échange d'armes et d'autres matériels dont elle avait besoin.
Le jour d'après, l'Allemagne lançait son assaut contre la Norvège, rendant le traité obsolète, l'Angleterre annulant tous ses engagements dans la région.

## Relations internationales

### Avec le Danemark et la Norvège occupés
Durant la campagne de Norvège, une unité de volontaires finlandais fut formée puis envoyée pour soutenir les Norvégiens dans leur lutte contre les Allemands, ce avec l'accord du maréchal Mannerheim. Cette unité d'ambulance participa donc au conflit jusqu'à ce que leur secteur d'attribution fût totalement conquis par les Allemands, après quoi ils eurent la voie libre pour rentrer en Finlande. L'envoi de ces ambulanciers fut l'une des seules mesures militaires prises en Finlande au regard de l'évolution de la situation.
Après le lancement de l'offensive allemande contre la Scandinavie lors de l'opération Weserübung le 9 avril 1940, la Finlande se trouvait dès lors physiquement coupée du monde, isolée de ses débouchés commerciaux traditionnels sur sa frontière occidentale. Les routes maritimes en provenance et à destination du pays étaient sous le contrôle de la Kriegsmarine. L'issue de la mer Baltique subissait le blocus, et dans le grand Nord la seule voie de communication entre la Finlande et le reste du monde correspondait à une mauvaise route entre Rovaniemi et le port libre de glaces de Petsamo, d'où les bateaux devaient encore longer une grande étendue de la côte norvégienne occupée par les Allemands, bordée par l'océan Arctique. La Finlande, comme la Suède, était épargnée en ce qui concerne l'occupation de leur territoire mais se trouvait encerclée par l'Allemagne nazie et l'Union soviétique.
Cette situation d'isolement fut particulièrement dommageable pour la Finlande du fait qu'elle réduisit considérablement les quantités d'engrais qui purent être importées, ce qui, combiné avec la cession des meilleures terres arables à l'Union soviétique par le traité de Moscou, la perte de bétails lors de la fuite précipitée des habitants de Carélie orientale, ainsi que le mauvais été 1940, conduisit à une chute dramatique de la production agricole du pays durant cette année. La production ne couvrait plus qu'environ 2/3 des besoins estimés de la Finlande en produits alimentaires. Une partie du déficit put être comblée grâce aux produits achetés à la Suède et à l'Union soviétique, bien que les retards dans les livraisons aient été utilisés par cette dernière comme un moyen de pression sur la Finlande. Dans pareille situation, la Finlande n'avait vraisemblablement pas d'autre choix que de se tourner vers l'Allemagne.

### Tentatives de rapprochement avec l'Allemagne
L'Allemagne constituait traditionnellement un contrepoids dans la région de la Baltique face à son voisin russe, et bien que le Troisième Reich de Hitler ait légiféré avec l'envahisseur, la Finlande considérait qu'un réchauffement des relations dans cette direction saurait également lui être utile par la suite. Après l'occupation de la Norvège par l'Allemagne, et tout particulièrement après l'évacuation de la Norvège septentrionale par les Alliés, l'importance d'un rapprochement avec les Allemands augmenta. La Finlande se renseigna sur la possibilité d'acheter des armes à l'Allemagne le 9 mai 1940, possibilité dont l'Allemagne refusa tout simplement d'envisager l'éventualité.
À partir de mai 1940, la Finlande entreprit une campagne de propagande afin de rétablir de bonnes relations avec l'Allemagne, fortement détériorées depuis la fin des années 1930. La Finlande plaçait ses espoirs dans la fragilité de la connexion germano-soviétique, et sur les multiples amitiés personnelles entre Finlandais et Allemands, que ce soient des athlètes, des scientifiques, des industriels ou des officiers de l'armée. Dans cette optique, la nomination de l'énergique ex-premier ministre Toivo Mikael Kivimäki comme ambassadeur à Berlin en juin 1940 est un bon exemple. Les médias finnois ne se contentèrent pas de réfréner les critiques à l'égard de l'Allemagne nazie, mais ils participèrent activement à sa propagande. Les dissidents furent censurés. Depuis Berlin, cela paraissait un contraste rassurant vis-à-vis de l'ennuyeuse propagande anti-nazie suédoise.
Après la chute de la France, fin juin, l'ambassadeur finlandais à Stockholm apprit de sources diplomatiques que la Grande-Bretagne serait sans doute bientôt amenée à négocier la paix avec les Allemands. L'expérience de la Première Guerre mondiale mis en exergue l'importance des relations personnelles et amicales avec les vainqueurs, et cela permit que la cour faite à l'Allemagne franchisse une étape supplémentaire.
Une première brèche dans l'indifférence allemande envers la Finlande fut enregistrée fin juillet, lorsque Ludwig Weissauer, représentant incognito du ministre des affaires étrangères allemand, visita la Finlande et s'enquit auprès de Mannerheim et de Ryti de l'appétit de la Finlande à se défendre contre l'Union soviétique. Mannerheim estimait que l'armée finlandaise ne pouvait pas tenir plus de quelques semaines sans de nouvelles armes. Weissauer s'en retourna sans faire aucune promesse de quelque ordre que ce soit.

### Poursuite des pressions soviétiques
La mise en œuvre du traité de paix de Moscou créa de nombreux problèmes, du fait de la mentalité à la Vae Victis des Soviétiques. La modification après coup de la frontière dans le bassin industriel d'Enso, que même les observateurs soviétiques membres de la commission de rectification de la frontière considéraient comme faisant clairement partie de la zone finlandaise ; le retour forcé des machines des locomotives, des wagons évacués de la zone annexée ; ainsi que l'intransigeance des Soviétiques sur certaines questions qui auraient pourtant pu permettre d'adoucir les problèmes créés par la nouvelle frontière, comme les droits de pêche et de navigation sur le canal de Saimaa aggravèrent surtout le manque de confiance en la bonne foi des Soviétiques lorsqu'ils disaient ne réclamer que des choses limitées.
L'attitude soviétique se trouva personnifiée dans le comportement du nouvel ambassadeur soviétique à Helsinki, Ivan Zotov. Il se comporta sans le moindre souci de paraître diplomate, et avait un port très collet monté pour faire avancer les intérêts, réels ou supposés, des Soviétiques en Finlande. Durant l'été et l'automne 1940, il recommanda à plusieurs reprises dans les rapports qu'il envoyait au ministère des affaires étrangères à Moscou de terminer le travail commencé, de lancer une nouvelle offensive contre la Finlande et cette fois de l'annexer totalement.
Le 23 juin, l'Union soviétique proposa à la Finlande de révoquer les accords miniers passés entre une compagnie anglo-canadienne et l'état finlandais pour la région de Petsamo, et de transférer ces droits à l'Union soviétique, ainsi que d'autoriser Moscou à garantir la sécurité de la région. Le 27 juin, Moscou demanda soit la démilitarisation soit la fortification conjointe d'Åland. Après que la Suède eut signé un accord portant sur le transit des troupes allemandes sur son sol avec Berlin le 8 juillet, le ministre des affaires étrangères soviétique Molotov demanda des droits similaires pour les troupes soviétiques stationnés à Hanko le 9 juillet. Ceux-ci furent accordés le 6 septembre, et la démilitarisation d'Åland fut accordée le 11 octobre, mais les négociations sur la région de Petsamo se prolongèrent, les négociateurs finlandais freinant des quatre fers.
Le parti communiste finlandais avait été tellement discrédité lors de la guerre d'Hiver qu'il ne parvint pas à s'en remettre pendant l'entre-deux-guerres. Au lieu de cela, le 22 mai, la société pour la paix et la fraternité entre la Finlande et l'Union soviétique fut créée, prodiguant une intense propagande pro-soviétique. L'ambassadeur Zotov entretenait des liens très étroits avec les membres de cette association, organisant des réunions hebdomadaires avec le bureau de la société dans les locaux de l'ambassade de l'URSS à Helsinki, tandis que des diplomates soviétiques assistaient aux séances de son conseil d'administration. L'association commença par critiquer le gouvernement et l'armée, et réunit jusqu'à environ 35 000 membres. Encouragée par son succès, elle commença à organiser de violentes manifestations quasi quotidiennes durant la première quinzaine d'août, soutenue politiquement par Zotov et la presse paraissant à Leningrad. Le gouvernement finlandais réagit énergiquement et arrêta les principaux membres de l'association, ce qui donna un coup d'arrêt aux manifestations, malgré les vives protestations de Zotov et de Molotov. L'association fut finalement déclarée hors la loi en décembre 1940.
L'Union soviétique demanda que Väinö Tanner soit démis de ses fonctions au gouvernement du fait de sa position anti-soviétique, ce qui lui valut de démissionner le 15 août. L'ambassadeur Zotov demanda par la suite que le ministre des affaires sociales Karl-August Fagerholm - qui avait qualifié l'association de Cinquième colonne lors d'un discours public - et le ministre de l'intérieur Ernst von Born - responsable de la police qui mena à bien le démantèlement de la société - démissionnent tous deux, mais ils gardèrent leurs places au gouvernement après que Ryti eut prononcé un discours radiophonique dans lequel il affirmait la volonté du gouvernement quant à l'amélioration des relations finno-soviétiques.
Le président Kallio subit une attaque le 28 août qui le rendait incapable d'assurer ses fonctions, mais lorsqu'il présenta sa démission le 27 novembre, l'Union soviétique réagit en annonçant que si Mannerheim, Tanner, Kivimäki, Svinhufvud ou qu'une personnalité de leur trempe était choisi pour assurer la fonction présidentielle, cette nomination serait considérée comme une remise en cause du traité de Moscou.
Tout ceci rappela fortement aux Finlandais la manière selon laquelle les républiques baltes furent occupées puis annexées à peine quelques mois plus tôt. Il n'était donc pas étonnant que la majorité des Finlandais redouta que la guerre d'Hiver n'ait donné qu'un court répit avant que la Finlande ne subît le même sort.

### Désintérêt des Britanniques
En comparaison avec la situation au début du printemps 1940, la Finlande ne revêtait que peu d'intérêts aux yeux des Britanniques durant l'été qui suivit. Afin de gagner le soutien de l'Union soviétique, le Royaume-Uni nomma Sir Stafford Cripps, issu de l'aile gauche du parti travailliste, ambassadeur à Moscou. Il avait ouvertement apporté son soutien au gouvernement de la République démocratique de Finlande créée par Moscou durant la guerre d'Hiver, et il avait demandé à l'ambassadeur finlandais Paasikivi si « les Finlandais ne voulaient vraiment pas suivre les républiques baltes et rejoindre l'Union soviétique ». Il dénigrait également le président finlandais Kallio en le qualifiant de « Koulak » et raillait les démocraties sociales nordiques comme étant « réactionnaires ». Le ministère des affaires étrangères britannique dut présenter des excuses à la suite de ces propos à l'ambassadeur suédois Gripenberg.
La Grande-Bretagne était opposée à une coopération finlando-suédoise et apportait son aide à l'URSS dans ses tentatives de sabotage de cette initiative, jusqu'à ce qu'il devienne évident, fin mars 1941 que cela avait conduit la Finlande à chercher du soutien auprès de l'Allemagne, mais il était déjà trop tard pour faire machine arrière. Le commerce extérieur finlandais constituait également un sujet de discorde du fait qu'il était grandement dépendant des navicerts britanniques, et le ministère à l'effort de guerre fut tellement strict à cet égard que même le commerce finlandais avec l'Union soviétique en pâtit.
Pendant les négociations qui portèrent sur les droits d'exploitation des mines de nickel, le Foreign Office exigea de la compagnie anglo-canadienne qui possédait la licence d'exploitation qu'elle la cède "temporairement" et offrit son soutien diplomatique aux tentatives soviétiques de prise de contrôle sur ces mines à condition qu'aucun chargement de minerai ne soit envoyé à l'Allemagne.

### Embellie des relations avec l'Allemagne nazie
À l'insu de la Finlande, Adolf Hitler avait commencé à planifier sa prochaine invasion de l'Union soviétique lors de l'opération Barbarossa, maintenant que la France était vaincue. Avant la guerre d'Hiver, il ne portait aucun intérêt à la Finlande, mais à présent il apercevait sa valeur comme future base d'opérations, ainsi que le potentiel de l'armée finlandaise. Durant les premières semaines d'août, les craintes allemandes d'une attaque quasi imminente de la Finlande par l'Union soviétique poussa Hitler à lever l'embargo sur les armes. Les livraisons d'armement qui avaient été interrompues depuis la guerre d'Hiver reprirent donc leur cours.
Le 18 août, le marchand d'armes Joseph Veltjens, homme de main d'Hermann Göring, arriva en Finlande. Il négocia avec Ryti et Mannerheim la possibilité d'un passage des troupes allemandes entre le Finnmark et la Norvège septentrionale, ainsi que par les ports du golfe de Botnie en échange de livraisons d'armes et d'autres matériels. Tout d'abord, ces envois d'armes transitèrent par la Suède, mais par la suite ils allèrent directement en Finlande. Pour le Troisième Reich, il s'agissait d'une atteinte au Pacte germano-soviétique, tout comme cela constituait une rupture du traité de paix de Moscou pour les Finlandais — ce qui avait été mûrement réfléchi lors de la recherche d'une coopération avec l'Allemagne. Après coup, il y eut controverse sur le fait que le président vieillissant Kyösti Kallio en avait été informé ou non. (en) Il est possible que l'état de santé du président ne se soit gravement dégradé avant même qu'il ait pu en être simplement averti.
À la suite de la campagne de propagande ayant visé à rendre plus chaleureuses les relations germano-finlandaises, il semblait naturel que cela soit développé dans le sens d'une coopération plus approfondie, notamment depuis que le traité de Moscou avait littéralement interdit aux Finlandais un tel rapprochement. La propagande développée dans la presse censurée contribua ainsi pour une bonne part au recadrage de la politique internationale de la Finlande — avec des moyens limités toutefois.

### Tentative d'une union défensive avec la Suède
Le 19 août, une nouvelle initiative de coopération finlando-suédoise fut entreprise. Elle était censée aboutir à une union défensive des deux pays en l'échange d'une déclaration de satisfaction de la Finlande au sujet du tracé d'alors de la frontière finlando-suédoise, question encore en suspens à ce moment. Les tractations furent d'abord portées par le ministre des Affaires étrangères suédois, Christian Günther (en), et le chef du parti conservateur Gösta Bagge, ministre de l'éducation à Stockholm. Ils durent faire face à la montée du ressentiment anti-suédois en Finlande ; et en Suède même, l'initiative fut ralentie par les suspicions des libéraux et des socialistes qui y voyaient une tentative de prise de contrôle de la destinée du pays par la droite finlandaise.
Un des premiers objectifs du plan était de s'assurer la plus grande liberté possible tant pour la Finlande que pour la Suède dans l'optique d'une Europe d'après-guerre totalement sous le contrôle de l'Allemagne nazie. En Suède, les opposants politiques critiquèrent les conditions nécessaires pour « s'adapter" » au voisin nazi ; en Finlande, les résistances se portèrent majoritairement sur les pertes sur le plan de l'influence et de la souveraineté qu'un tel accord serait susceptible d'impliquer — et d'entériner ainsi la perte de la Carélie finnoise. Cependant, la position de la Finlande, périlleuse et empirant de plus en plus, fit taire de nombreuses critiques.
La demande officielle pour une union de défense fut portée par Christian Günther le 18 octobre, et l'accord finlandais fut notifié le 25 octobre, mais le 5 novembre, l'ambassadeur de l'URSS à Stockholm, Alexandra Kollontai, mit en garde la Suède à l'égard de la signature d'un tel traité. Le gouvernement suédois se rétracta donc, mais poursuivit les discussions afin de trouver un accord acceptable par les deux parties. Les négociations avançaient donc lorsque l'URSS le 6 décembre, puis l'Allemagne le 19 décembre, déclarèrent successivement leur vive opposition à la signature d'une quelconque union entre les deux pays nordiques.

## Marche à la guerre
À l'automne 1940, des généraux finlandais visitèrent l'Allemagne et l'Europe occupée à plusieurs reprises afin de se procurer des matériels supplémentaires, des armes et des munitions. Mannerheim écrivit même une lettre adressée à Göring le 7 janvier 1941 dans laquelle il essayait de le persuader de restituer à la Finlande les pièces d'artillerie qu'elle avait achetées mais qui avaient été capturées dans les ports norvégiens lors de l'opération Weserübung. Durant une de ces visites, le major général Paavo Talvela discuta avec le chef d'état-major de l'OKH, le colonel général Franz Halder, ainsi qu'avec Göring du 15 au 18 janvier 1941, rencontres durant lesquelles ils lui demandèrent quels étaient les plans de la Finlande pour sa défense dans le cas d'une attaque renouvelée de la part de l'URSS. Les Allemands demandèrent également s'il était possible qu'un représentant finlandais vienne à Berlin faire un exposé des expériences et des enseignements tactiques tirés de la guerre d'Hiver.
Après la démission du président Kallio, Risto Ryti fut élu le 19 décembre par le parlement finlandais nouveau président de la république de Finlande. Johan Wilhelm Rangell constitua un nouveau gouvernement le 4 janvier, auquel cette fois-ci le parti fasciste IKL prit part, signe de bonne volonté à l'égard de l'Allemagne nazie.

### Crise de Petsamo
Les négociations sur les droits miniers pour le gisement de nickel de Petsamo traînaient depuis six mois lorsque le ministre des affaires étrangères soviétique annonça le 14 janvier 1941 que les négociations avaient tout intérêt à aboutir rapidement. L'Union soviétique demandait la propriété à 75 % de la mine et d'une centrale électrique attenante ainsi que le droit à assurer militairement la défense de la zone. Le même jour, l'Union soviétique interrompait ses livraisons de céréales à la Finlande. L'ambassadeur Zotov fut rappelé à Moscou le 18 janvier, et la radio soviétique annonçait l'imminence d'une attaque de la Finlande. Le 21 janvier, le ministère des affaires étrangères soviétique publia un ultimatum demandant que les négociations soient achevées en deux jours.
Lorsque les renseignements finlandais remarquèrent des mouvements de troupes soviétiques près de la frontière, Mannerheim proposa le 23 janvier une mobilisation partielle, mais Ryti et Rangell n'acceptèrent pas. L'ambassadeur Kivimäki rapporta le 24 janvier que l'Allemagne avait entrepris la conscription de nouvelles classes d'âge, et qu'il était peu probable qu'elle ait été nécessaire pour lutter seulement contre l'Angleterre…
Le chef d'état-major finlandais, le lieutenant général Heinrichs, se rendit à Berlin du 30 janvier au 3 février, officiellement pour donner une conférence sur l'expérience de l'armée finlandaise pendant la guerre d'Hiver, mais aussi pour discuter avec Halder. Au cours des discussions, Halder "spécula" au sujet d'une possible attaque allemande contre l'Union soviétique et Heinrichs l'informa des limites d'une mobilisation finlandaise et des plans de l'état-major de Mannerheim pour la défense du pays, avec ou sans une participation allemande ou suédoise.
Le colonel Buschenhagen notait dans un rapport envoyé depuis le Finnmark le 1er février 1941 que l'Union soviétique avait rassemblé dans le port de Mourmansk plus de 500 bateaux de pêche, capables de transporter l'équivalent d'une division. Hitler donna l'ordre à ses troupes stationnées en Norvège d'occuper immédiatement Petsamo si l'Union soviétique attaquait la Finlande (opération Renntier).
Mannerheim donna sa démission le 10 février 1941, expliquant que les tentatives constantes pour calmer le jeu avec les Soviétiques lui interdisaient d'entreprendre une quelconque initiative en vue de défendre le pays contre un envahisseur. Il retira sa démission le lendemain après en avoir parlé avec Ryti et après que des consignes plus claires avaient été envoyées aux négociateurs : 49 % des droits miniers pour l'Union soviétique, la centrale électrique à une firme finlandaise privée, l'assurance que les postes de directions seraient occupés par des Finlandais et la cessation de toute agitation soviétique à l'encontre de la Finlande. L'Union soviétique rejeta ces termes d'accord le 18 février, mettant ainsi fin aux négociations sur le nickel de Petsamo.

### Activités diplomatiques
Après la visite de Heinrichs et la fin des négociations sur le nickel finlandais, les relations diplomatiques furent très ralenties pendant quelques mois. Le fait le plus marquant de la période fut la visite du colonel à Helsinki et en Finlande septentrionale (18 février - 3 mars 1941) durant laquelle il put se familiariser avec le terrain et le climat lapon. Il discuta également avec le maréchal Mannerheim, Heinrichs, le major général Airo et le chef du bureau des opérations, le colonel Tapola. Les deux parties furent particulièrement attentives à bien faire remarquer que ces discussions avaient une nature purement spéculative, bien que par la suite elles devinrent la base d'accords formalisés.
Déjà en décembre 1940, les chefs de la Waffen-SS avaient fait remarquer que la Finlande devrait montrer ses bonnes grâces vis-à-vis de l'Allemagne « contractuellement », ce qui signifiait en clair la nécessité de l'enrôlement de Finlandais dans la SS. Le contact officiel fut concédé le 1er mars, et par la suite les Finlandais tentèrent lors de négociations de faire migrer ces troupes de la SS vers la Wehrmacht, en souvenir du bataillon de chasseurs finlandais de la Première Guerre mondiale. Ryti et Mannerheim considéraient ce bataillon comme un outil nécessaire afin de renforcer le soutien accordé par l'Allemagne à la Finlande, ce que traduit le surnom donné à la troupe : « Panttipataljoona », soit "Bataillon gage", et les négociations à ce sujet aboutirent le 28 avril sous les conditions finlandaises que les employés du gouvernement, les gardes nationaux et les membres des forces armées n'aient pas le droit de s'engager et que tout militaire désireux de prendre part à la troupe finlando-allemande devrait au préalable démissionner de l'armée finlandaise. Ces mesures étaient prises afin de limiter l'engagement des autorités finlandaises dans le système de l'Allemagne nazie. Les engagements se déroulèrent en mai, et en juin les soldats furent transférés en Allemagne où le bataillon finlandais SS fut constitué le 18 juin. Le ministre des affaires étrangères Witting en informa la Suède, où des actions similaires étaient en cours, l'enrôlement dans les troupes de la SS ayant été autorisé pour les Suédois par leur gouvernement dès le 23 mars 1941. L'ambassadeur britannique à Helsinki, Gordon Vereker, demanda par courrier le 16 mai au ministère des affaires étrangères finlandais de faire cesser les engagements.
Les relations entre la Suède et l'Allemagne se tendirent davantage en mars, et le 15 mars la Suède mobilisa 80 000 hommes supplémentaires et déplaça des unités vers sa côte méridionale et sa frontière avec la Norvège occupée, rendant plus évident encore que la Suède ne pouvait pas apporter de soutien à la Finlande dans l'éventualité de l'éclatement d'un conflit. Cela mit également à mal la coopération suédo-finlandaise, puisque les intérêts finlandais dans l'échange d'informations entre services de renseignement diminuèrent fortement en avril.
Les considérations raciales furent une source continue de dissensions : les Finlandais n'avaient en effet pas vraiment le vent en poupe dans les théories raciales des Nazis. En proposant toutefois une active participation aux côtés de l'Allemagne dans le conflit, les dirigeants finlandais espéraient réserver une meilleure place à la Finlande dans l'Europe d'après-guerre sous la mainmise nazie, en supprimant la menace soviétique et par l'incorporation des peuples apparentés aux Finnois en territoire soviétique dans le giron finlandais, notamment en Carélie. Ce point de vue gagna constamment du crédit chez les dirigeants finlandais ainsi que dans la presse durant le printemps 1941.
De février à avril, l'Allemagne prépara secrètement l'opération Barbarossa, et excepté les contacts officiels suscités, aucune discussion opérationnelle ou politique n'aboutit durant cette période. Au lieu de cela, la presse allemande publia des colonnes de désinformation, notamment en affirmant que le rassemblement de troupes à l'Est était simplement une ruse en vue d'une offensive contre la Grande-Bretagne (de telles manœuvres faisaient partie de l'opération Seelöwe) ou alors du déplacement des terrains d'entraînement de la Wehrmacht en dehors de portée des bombardiers anglais, afin de cacher les vraies intentions allemandes. Lorsque l'Allemagne engagea l'invasion de la Yougoslavie et la Grèce le 6 avril, les doutes quant aux intentions allemandes augmentèrent en Finlande, bien que l'incertitude restait prévalente pour ce qui était de savoir si Hitler avait l'intention ou non d'attaquer l'Union soviétique avant que la bataille d'Angleterre ne soit terminée.
Néanmoins, les Finlandais avaient, déjà par le passé, amèrement appris de quelle manière un petit pays pouvait être utilisé comme monnaie d'échange dans la lutte opposant deux grandes puissances, et dans une telle situation, la Finlande aurait pu devenir un jeton permettant la réconciliation entre Staline et Hitler, chose que les Finlandais avaient toutes les raisons de craindre, raison pour laquelle l'amélioration des relations avec Berlin était considérée comme l'objectif prioritaire à atteindre pour ce qui allait influer le futur de la Finlande, tout particulièrement si le conflit latent entre l'Allemagne et l'URSS ne parvenait pas à se matérialiser.
Une fois encore, le ministère des affaires étrangères allemand envoya Ludwig Weissauer en Finlande le 5 mai, cette fois-ci afin de clarifier le fait selon lequel l'Allemagne n'attaquerait pas l'URSS avant le printemps 1942. Ryti et Witting le crurent, tout du moins officiellement, et firent passer l'information au ministre suédois des affaires étrangères Günther, qui était en visite en Finlande du 6 au 9 mai. Witting envoya également l'information à l'ambassadeur de Finlande à Londres Gripenberg. Lorsque la guerre éclata deux semaines après seulement, on peut alors comprendre que les gouvernements suédois et britanniques aient pu croire que les Finlandais leur avaient menti.
Une partie de cette campagne de désinformation consistait en une demande adressée à l'ambassadeur Kivimäki dans laquelle il était demandé s'il était possible à la Finlande de soumettre des propositions pour un nouveau tracé de la frontière, propositions que soutiendrait l'Allemagne au cours de négociations avec l'Union soviétique. Le 30 mai 1941, le général Airo fournit cinq ébauches différentes de rectification du tracé de la frontière à proposer aux Allemands, qui étaient alors censés sélectionner celui qui serait le plus susceptible d'être acceptable lors d'affaires avec les Soviétiques. En réalité, les Allemands n'avaient nullement de telles intentions, mais l'exercice théorique servit à alimenter les discussions des dirigeants finlandais favorables à une participation de leur pays à l'opération Barbarossa.
Les opérations comme Barbarossa ne commencent pas sans quelques signes précurseurs, et l'assombrissement des relations germano-soviétiques, qui débuta lors de la réunion à Berlin le 12 novembre 1940, devint vraiment palpable fin mars 1941. Staline tenta d'embellir les relations avec le Troisième Reich en prenant la direction du gouvernement soviétique le 6 mai 1941, pour des raisons futiles, et en remplissant tous les marchés conclus avec l'Allemagne, même si ses livraisons étaient souvent en retard. Cette politique permettait également d'améliorer partiellement les relations diplomatiques avec la Finlande. Un nouvel ambassadeur, Pavel Orlov, fut nommé à Helsinki le 23 avril et un train de farine fut offert en cadeau lorsque J. K. Paasikivi quitta ses fonctions à Moscou. L'Union soviétique renonça également à son opposition à l'union de défense finlando-suédoise, mais le désintérêt des Suédois et l'opposition persistante des Allemands à une telle union rendit la portée de la concession discutable. La propagande radiophonique soviétique contre la Finlande cessa également. Orlov agit de manière très conciliante et réussit à adoucir les réactions qu'avait suscité son prédécesseur, mais il échoua dans ses tentatives pour résoudre certains thèmes importants (comme le désaccord sur les droits miniers du gisement de nickel de Petsamo) ou pour faire redémarrer les importations de céréales depuis l'URSS, sa ligne politique fut considérée comme une nouvelle façade plaquée sur l'ancienne politique.
L'ambassadeur britannique Vereker vit donc la Finlande se tourner vers l'Allemagne, et à la suite de ses rapports, le ministère des affaires étrangères britannique demanda que les règlements commerciaux envers les Finlandais à Petsamo le 30 mars. Le 28 avril, Vereker fit part dans son rapport de son avis selon lequel le gouvernement britannique devrait faire pression sur l'Union soviétique afin que celle-ci restitue Hanko ou Vyborg à la Finlande, considérant ce moyen comme le seul pouvant assurer désormais une neutralité de la Finlande en cas de conflit germano-soviétique.
La crise de Petsamo avait fait aller les politiciens finlandais de désillusion en désillusion, tout particulièrement Ryti et Mannerheim, créant l'impression qu'une coexistence pacifique avec l'Union soviétique était impossible, et que la Finlande ne pourrait survivre en paix uniquement si l'URSS était vaincue, comme Ryti le présenta à l'ambassadeur américain Arthur Schoenfeld le 28 avril. Du fait de cette impression généralisée, les voix poussant à nouer des liens plus serrés avec l'Allemagne ne faisaient que gagner en intensité, et celles prônant une neutralité armée à l'intérieur des nouvelles frontières de la Finlande (certaines chez les sociaux-démocrates, d'autres parmi les rangs des membres du parti populaire suédois, plus à gauche) allaient en s'essoufflant. Des contacts avec le ministre des affaires étrangères conservateur suédois Günther montrèrent un enthousiasme peu commun chez les Suédois pour une « croisade contre le bolchevisme » anticipée.
Après les occupations réussies de la Yougoslavie et de la Grèce lors du printemps 1941, le prestige de l'armée allemande était à son zénith, et sa victoire à l'issue de la guerre paraissait plus qu'évidente. L'envoyé du ministère allemand des affaires étrangères, Karl Schnurre, visita la Finlande du 20 au 24 mai, et invita une délégation d'officiers d'état-major à prendre part à des négociations à Salzbourg.

### Coopération avec l'Allemagne
Un groupe d'officiers d'état-major mené par le général Heinrichs quitta la Finlande le 24 mai et prit part à des discussions avec l'OKW à Salzbourg le 25 mai durant lesquelles les Allemands les informèrent du déroulement des opérations à venir pour la partie nord du front de Barbarossa. Les Allemands leur firent également part de leur intérêt pour l'utilisation du territoire finlandais comme base d'attaque, depuis Petsamo jusqu'à Mourmansk, et de Salla vers Kandalakcha. Heinrichs pour sa part fit mention des intérêts finlandais en Carélie orientale, mais l'Allemagne lui recommanda d'adopter une conduite passive. Les négociations continuèrent le jour suivant à Berlin avec l'OKH, et contrairement aux propos de la veille, l'Allemagne demandait ici que la Finlande prépare une puissante force de frappe prête à attaquer à l'est ou à l'ouest du lac Ladoga. Les Finlandais promirent d'examiner la proposition, mais firent remarquer à leurs interlocuteurs qu'ils n'étaient capables d'organiser une voie d'approvisionnement n'allant que jusqu'à une ligne Olonets-Petrozavodsk. Le sujet de la mobilisation finlandaise fut également abordé. Il fut finalement décidé que les Allemands enverraient des officiers des transmissions afin de permettre l'envoi de messages confidentiels au quartier général de Mannerheim à Mikkeli. Les questions navales furent également amenées sur le tapis, principalement celles concernant la sécurisation des routes maritimes de la mer Baltique, mais également la possibilité d'utiliser la marine finlandaise lors de la guerre à venir. Pendant ces négociations, les Finlandais présentèrent de nombreuses demandes de matériels, allant des céréales au carburant pour avions en passant par les postes de radio.
La délégation menée par Heinrichs rentra en Finlande le 28 mai et fit un compte-rendu des débats à Mannerheim, Walden et Ryti. Et le 30 mai Ryti, Witting, Walden, Kivimäki, Mannerheim, Heinrichs, Talvela et Aaro Pakaslahti du ministère des affaires étrangères se réunirent et ratifièrent les résultats des négociations engagées, toutefois en produisant une liste de prérequis : la garantie de l'indépendance finlandaise, le retour aux frontières d'avant la guerre d'Hiver (ou mieux), la poursuite des livraisons de céréales, et que les troupes finlandaises n'aient pas à franchir la frontière avant toute incursion soviétique.
La manche suivante se tint lors de négociations à Helsinki du 3 au 6 juin concernant certains détails techniques. Pendant ces négociations, il fut conclu que l'Allemagne serait responsable des opérations se déroulant au nord de Oulu. Cette zone d'opération leur fut facilement cédée, car elle était très peu peuplée et pas vraiment critique pour ce qui concernait la défense des provinces du sud plus importantes. Les Finlandais accordèrent également à leurs alliés qu'ils leur fournissent deux divisions (30 000 hommes) en Finlande septentrionale ainsi que l'usage des terrains d'aviation de Helsinki et de Kemijärvi pour la Luftwaffe (du fait du nombre important d'appareils allemands, les aérodromes de Kemi et de Rovaniemi furent par la suite ajoutés à cette liste). La Finlande prévint également l'Allemagne que toute tentative visant à établir un gouvernement parallèle stopperait immédiatement toute coopération entre les deux pays. Il était également important que la Finlande ne puisse pas être considérée comme un agresseur, et qu'aucune invasion ne devait partir du territoire finlandais.
Les négociations concernant les opérations navales se poursuivirent le 6 juin à Kiel. Il y fut convenu que la Kriegsmarine bloquerait le golfe de Finlande par de grands champs de mines aussitôt que la guerre éclaterait.
Le déploiement de troupes allemandes devant participer à Barbarossa sur le territoire finlandais commença le 7 juin avec l'arrivée à Petsamo de la 6e division SS de montagne « Nord », se dirigeant par la suite de là vers le Sud, et le 8 juin par le débarquement dans les ports du golfe de Botnie de la 169e division d'infanterie allemande, suivi de son transfert par voie ferrée jusqu'à Rovaniemi. Les deux unités commencèrent à progresser vers l'Est à partir du 18 juin. Le Royaume-Uni dévia tous ses navires de Petsamo le 14 juin en signe de protestation contre ces mouvements de troupes. À partir du 14 juin, de nombreux mouilleurs de mines ainsi que des vedettes lance-torpilles de protection arrivèrent en Finlande, soit sous prétexte d'une visite officielle, soit se cachant dans l'archipel du golfe de Botnie.
Le parlement finlandais fut informé de ces informations pour la première fois le 9 juin seulement, lorsque les premiers ordres de mobilisation furent émis afin de constituer les troupes nécessaires pour que se déroulent dans le bon ordre les phases suivantes de la mobilisation, comme les unités de défense anti-aérienne ou de gardes-frontières. Le Comité aux affaires étrangères se plaignit que le parlement avait été ainsi court-circuité lorsque ces opérations ont été décidées, et protesta en demandant que le parlement soit désormais soumis à un vote de confiance concernant toute décision sensible, mais aucune autre action ne fut entreprise. L'ambassadeur suédois Karl-Ivan Westman écrivit que les "Sextuplés", sociaux-démocrates d'extrême gauche pilotés par Moscou, empêchaient que le parlement soit testé sur les questions de politique extérieure. Lorsque l'agence de presse soviétique TASS indiqua le 13 juin qu'aucune négociation n'était en cours entre l'Allemagne et l'Union soviétique, Ryti et Mannerheim décidèrent de retarder la mobilisation tant qu'ils n'auraient pas de garantie de la part de l'Allemagne. Le général Waldemar Erfurth, qui avait été nommé officier de liaison avec la Finlande le 11 juin, rapporta à l'OKW le 14 que la Finlande n'achèverait pas sa mobilisation sans qu'elle n'ait reçu de garantie quant à ses prérequis. Toutefois, les Finlandais poursuivaient leur préparation en lançant le jour même la deuxième phase de leur mobilisation, cette fois-ci dans le nord du pays, où les opérations allaient être menées par les Allemands. Le feld-maréchal Keitel envoya un message daté du 15 juin faisant état du fait que les prérequis demandés par la Finlande étaient acceptés, et dès lors la mobilisation générale put reprendre sur tout le territoire finlandais, le 17, deux jours plus tard que prévu. Le 16 juin, deux divisions finlandaises furent transférées en Laponie sous commandement allemand.
Le terrain d'aviation d'Utti fut vidé de ses avions finlandais le 18 juin et les Allemands furent autorisés à l'utiliser pour se ravitailler à partir du 19 juin. Des avions de reconnaissance allemands se posèrent à Tikkakoski, près de Jyväskylä, le 20 juin.
Ce même jour, le gouvernement finlandais ordonna l'évacuation de 45 000 personnes habitant dans la zone frontalière d'avec l'URSS. Le lendemain, le chef d'état-major finlandais, Erik Heinrichs, fut enfin informé par son homologue allemand de l'imminence de l'attaque contre l'URSS.

### Ouverture des hostilités
L'opération Barbarossa avait déjà commencé dans ce secteur durant les dernières heures du 21 juin, lorsque les mouilleurs de mines allemands qui s'étaient jusqu'alors camouflés dans l'archipel finlandais se lancèrent dans la mise en place des deux grands champs de mines prévus au nord de la Baltique, coupant le golfe de Finlande, l'un juste à l'embouchure des fleuves russes, l'autre en plein milieu du golfe.
Ces champs de mines se révélèrent finalement bien suffisants pour permettre aux Germano-finlandais de confiner la flotte de la Baltique soviétique dans un secteur ne dépassant pas la partie la plus orientale du golfe de Finlande, et ce jusqu'à la fin de la guerre de Continuation. Trois sous-marins finlandais participèrent aux opérations de minage et mettant en place neuf petits champs de mines entre l'île de Suursaari et la côte estonienne.
Plus tard durant la nuit, des bombardiers allemands, ayant décollé des champs d'aviation de Prusse-Orientale, survolèrent le golfe de Finlande et rallièrent Leningrad afin de larguer des mines dans son port et dans la Neva. La défense aérienne finlandaise remarqua qu'un de ces groupes de bombardiers, probablement celui destiné au minage de la Neva, survola le sud de la Finlande. Sur le chemin du retour, ces bombardiers ravitaillèrent à Utti avant de rentrer en Prusse-Orientale.
La Finlande craignait que l'URSS n'occupe Åland dès que possible et l'utilise comme verrou bloquant les routes maritimes reliant la Finlande à la Suède et à l'Allemagne (conjointement avec leur base navale de Hanko). De ce fait, l'opération Kilpapurjehdus (« course de voile ») fut lancée dans les premières heures du 22 juin afin d'occuper militairement Åland, démilitarisée à la suite du traité de Moscou. Les bombardiers soviétiques attaquèrent les navires finlandais durant l'opération sans toutefois leur causer de dommages.
Les batteries de l'artillerie soviétique stationnée à Hanko commencèrent à pilonner les positions finlandaises dès le petit matin, ce qui poussa le commandant finlandais à demander l'autorisation pour permettre à ses troupes de riposter, mais avant qu'il n'en reçoive l'ordre, l'artillerie soviétique avait terminé son pilonnage.
Le matin du 22 juin 1941, le corps d'infanterie de montagne allemande "Norvège" (Gebirgskorps Norwegen) lança l'opération Renntier (« lévrier ») et se mit en mouvement depuis le nord de la Norvège en direction de Petsamo. L'ambassadeur d'Allemagne en Suède se lança dans des négociations d'urgence afin de rendre possible le transfert de la 163e DI allemande depuis la Norvège vers la Finlande par les chemins de fer suédois. La Suède accepta le 24 juin.
Ce même matin, l'URSS et la Finlande se déclarèrent chacun neutre l'un envers l'autre dans la guerre maintenant très proche. Cela provoqua un malaise parmi les dirigeants nazis, qui avaient tenté de provoquer une réponse armée de l'URSS à l'encontre de la Finlande en utilisant l'archipel finlandais comme base d'opération et les terrains d'aviation finlandais pour se ravitailler. Les propos publics d'Hitler allaient dans la même direction : Hitler avait en effet déclaré que l'Allemagne attaquerait les Bolcheviks "(…) au Nord conjointement [« im Bunde »] avec les héros de la liberté finlandais". Cela entrait en totale contradiction avec le communiqué lu au Parlement britannique par son ministre des affaires étrangères Eden le 24 juin, annonçant la neutralité finlandaise.
La Finlande n'avait pas autorisé d'attaque directe depuis son sol vers l'URSS aux Allemands, de ce fait les forces allemandes à Petsamo et à Salla avaient l'ordre de ne pas tirer. Les attaques aériennes étaient elles aussi interdites, et le temps très mauvais au nord de la Finlande fut propice à empêcher les Allemands de prendre l'air. Seule une attaque avait été autorisée à partir du sud de la Finlande, visant le canal de la mer Blanche, mais même celle-ci dut être annulée à cause des conditions météorologiques. Il y eut également quelques échanges de coups de feu, à l'échelle de l'initiative individuelle ou de petits groupes, entre les gardes-frontières soviétiques et finlandais, mais sans cela la frontière resta calme.
Afin de garder un œil sur son opposant, les deux parties — tout comme les Allemands — entreprirent d'actives actions de reconnaissance aérienne de l'autre côté de la frontière, mais aucun combat aérien ne s'ensuivit.
Après trois jours, tôt dans le matin du 25 juin, l'Union soviétique mit ses troupes en mouvement et déclencha une offensive aérienne majeure contre 18 villes avec 460 avions, visant principalement les terrains d'aviation mais touchant également sérieusement des cibles civiles. Les dommages les plus importants furent infligés à la ville de Turku, dont le l'aérodrome fut rendu impraticable pour une semaine, et parmi les cibles civiles, le château médiéval de Turku fut gravement endommagé. (Après la guerre, ce château fut reconstruit, et les travaux durèrent jusqu'en 1987.) D'importants dommages furent également infligés à des cibles civiles à Kotka et à Heinola. Néanmoins, les pertes civiles dues à cette attaque restèrent très limitées.
L'Union soviétique justifia son attaque comme visant les cibles allemandes présentes en Finlande, mais même l'ambassade britannique dut admettre que les coups les plus rudes furent assénés au sud de la Finlande, et sur les aérodromes où ne stationnait aucun appareil allemand. Seules deux cibles connaissaient une présence allemande avérée au moment de l'attaque : Rovaniemi et Petsamo. Une fois encore, le ministre des affaires étrangères Eden dut admettre le 26 juin devant le parlement que l'URSS avait une fois encore été à l'origine du conflit.
Une séance du parlement finlandais avait été prévue le 25 juin, durant laquelle le premier ministre Rangell était censé présenter un avis portant sur la neutralité de la Finlande dans le conflit opposant l'Allemagne et l'URSS. Au lieu de cela, les bombardements soviétiques le contraignirent à observer amèrement que la Finlande était à nouveau en guerre contre l'URSS. La guerre de Continuation venait de commencer.